# Silvestriola
Silvestriola is een muggengeslacht uit de familie van de galmuggen (Cecidomyiidae).

## Soorten
- S. asphodeli Barnes, 1935
- S. cincta (Felt, 1907)
- S. chinagliana Del Guercio, 1918
- S. farinicola (Barnes, 1929)
- S. minima (Rübsaamen, 1891)